# Lijst van reptielen en amfibieën in de Filipijnen
In de onderstaande lijst worden alle reptielen- en amfibieënsoorten die voorkomen in de Filipijnen opgesomd.

## Amfibieën (Amphibia)
Voor zover bekend komen in de Filipijnen de volgende 102 soorten amfibieën voor:

### Kikvorsachtigen (Anura)

#### Vuurbuikpadden (Bombinatoridae)
- Barbourula busuangensis1, Engelse naam: Philippine Discoglossid Frog, VU

#### Padden (Bufonidae)
- Ansonia mcgregori1, Engelse naam: McGregor's Toad, VU
- Ansonia muelleri1, Engelse naam: Mueller's Toad, VU
- Agapad (Chaunus marinus), Engelse naam: Giant Marine Toad, LC
- Ingerophrynus biporcatus, Engelse naam: Crested Toad, LC
- Ingerophrynus philippinicus1, Engelse naam: Philippine Toad, LC
- Pelophryne albotaeniata1, Engelse naam: Palawan Toadlet, EN
- Pelophryne brevipes, Engelse naam: Southeast Asian Toadlet, LC
- Pelophryne lighti1, Engelse naam: Light's Toadlet, VU

#### Ceratobatrachidae (geen Nederlandse naam (vertaaldhoornkikkers), vroeger behorend tot Ranidae)
- Platymantis banahao1, Engelse naam: Banahao Forest Frog, VU
- Platymantis cagayanensis1, Engelse naam: , EN
- Platymantis cornuta1, Engelse naam: Horned Forest Frog, VU
- Platymantis corrugata1, Engelse naam: Rough-backed Forest Frog, LC
- Platymantis dorsalis1, Engelse naam: Common Forest Frog, LC
- Platymantis guentheri1, Engelse naam: Guenther's Forest Frog, VU
- Platymantis hazelae1, Engelse naam: Hazel's Forest Frog, EN
- Platymantis indeprensus1, Engelse naam: , VU
- Platymantis insulata1, Engelse naam: Island Forest Frog, CR
- Platymantis isarog1, Engelse naam: Isarog Forest Frog, VU
- Platymantis lawtoni1, Engelse naam: Lawton's Forest Frog, EN
- Platymantis levigata1, Engelse naam: Smooth-skinned Forest Frog, EN
- Platymantis luzonensis1, Engelse naam: Luzon Forest Frog, NT
- Platymantis mimula1, Engelse naam: Dimunitive Forest Frog, NT
- Platymantis montana1, Engelse naam: Mountain Forest Frog, VU
- Platymantis naomiae1, Engelse naam: Naomi's Forest Frog, VU
- Platymantis negrosensis1, Engelse naam: Negros Cave Frog, EN
- Platymantis panayensis1, Engelse naam: Panay Forest Frog, EN
- Platymantis polilloensis1, Engelse naam: Polillo Forest Frog, EN
- Platymantis pseudodorsalis1, Engelse naam: , VU
- Platymantis pygmaea1, Engelse naam: Pygmy Forest Frog, VU
- Platymantis rabori1, Engelse naam: Rabor's Forest Frog, VU
- Platymantis spelaea1, Engelse naam: Negros Cave Frog, EN
- Platymantis subterrestris1, Engelse naam: Luzon Forest Frog, EN
- Platymantis taylori1, Engelse naam: , EN

#### Dicroglossidae (geen Nederlandse naam (vertaaldschiettongkikkers), vroeger behorend tot Ranidae)
- Fejervarya cancrivora, Engelse naam: Asian Brackish Frog, LC
- Fejervarya limnocharis, Engelse naam: Asian Grass Frog, LC
- Fejervarya moodiei1, Engelse naam: , DD
- Fejervarya nicobariensis, Engelse naam: Nicobar Frog, LC
- Fejervarya vittigera1, Engelse naam: , LC
- Hoplobatrachus rugulosus[2], Engelse naam: Taiwanese Frog, LC
- Ingerana mariae1, Engelse naam: Palawan Eastern Frog, DD
- Limnonectes acanthi1, Engelse naam: Busuanga Wart Frog, VU
- Limnonectes diuatus1, Engelse naam: Tagibo River Wart Frog, VU
- Limnonectes leytensis1, Engelse naam: Leyte Wart Frog, LC
- Limnonectes macrocephalus1, Engelse naam: Big-headed Wart Frog, LC
- Limnonectes magnus, Engelse naam: Mount Apo Wart Frog, NT
- Limnonectes micrixalus1, Engelse naam: Abungabung Wart Frog, DD
- Limnonectes palavanensis, Engelse naam: Palawan Wart Frog, LC
- Limnonectes parvus1, Engelse naam: Bunawan Wart Frog, VU
- Limnonectes visayanus1, Engelse naam: Giant Visayan Frog, VU
- Limnonectes woodworthi1, Engelse naam: Woodworth's Wart Frog, LC
- Occidozyga diminutiva1 Engelse naam: Small-headed Frog, VU
- Occidozyga laevis, Engelse naam: Yellow-Bellied Puddle Frog, LC

#### Aziatische kikkers (Megophryidae)
- Leptobrachium hasseltii, Engelse naam: Hasselt's Litter Frog, LC
- Megophrys ligayae1, Engelse naam: Palawan Horned Frog, EN
- Megophrys stejnegeri1, Engelse naam: Mindanao Horned Frog, VU

#### Smalbekkikkers (Microhylidae)
- Chaperina fusca, Engelse naam: Saffron-Bellied Frog, LC
- Kalophrynus pleurostigma, Engelse naam: Red-Sided Sticky Frog, LC
- Kaloula baleata, Engelse naam: Flower Pot Toad, Brown Bullfrog, LC
- Kaloula conjuncta, Engelse naam: Truncate-toed Narrowmouthed Frog, LC
- Kaloula kalingensis1, Engelse naam: Kalinga Narrowmouth Toad, VU
- Kaloula kokacii1, Engelse naam: Catanduanes Island Frog, NT
- Kaloula picta1, Engelse naam: Slender-digit Narrow-mouthed, LC
- Kaloula rigida1, Engelse naam: Luzon Narrow-Mouthed Frog, VU
- Kaloula walteri1, Engelse naam: , DD
- Oreophryne anulata1, Engelse naam: Montane Narrow-mouthed Frog, VU
- Oreophryne nana1, Engelse naam: Small Narrow-mouthed Frog, DD

#### Echte kikkers (Ranidae)
- Hydrophylax albotuberculata1, Engelse naam: Cabalian Frog, DD
- Hydrophylax everetti1, Engelse naam: Everett's Frog, DD
- Hydrophylax igorota1, Engelse naam: , VU
- Hydrophylax luzonensis1, Engelse naam: , NT
- Hydrophylax tipanan1, Engelse naam: Brown and Alcala's Sierra Madres frog, VU
- Hylarana erythraea, Engelse naam: Green Paddy Frog, Common Greenback, LC
- Pulchrana grandocula1 Engelse naam: Big-eyed Frog, LC
- Pulchrana mangyanum1, Engelse naam: , EN
- Pulchrana melanomenta1, Engelse naam: Sulu Frog, DD
- Pulchrana moellendorffi1, Engelse naam: Moellendorf's Frog, NT
- Pulchrana signata, Engelse naam: Striped Stream Frog, LC
- Pulchrana similis1, Engelse naam: Laguna del Bay Frog, NT
- Sanguirana sanguinea, Engelse naam: Palawan Wood Frog, LC
- Staurois natator, Engelse naam: Rock Frog, LC

#### Schuimnestboomkikkers (Rhacophoridae)
- Nyctixalus pictus, Engelse naam: Cinnamon Frog, NT
- Nyctixalus spinosus1 Engelse naam: Spiny Tree Frog, VU
- Philautus acutirostris1, Engelse naam: Philippine Bubble-nest Frog, VU
- Philautus leitensis1, Engelse naam: Leyte Tree Frog, VU
- Philautus longicrus, Engelse naam: Rough-skinned Tree Frog, NT
- Philautus poecilius1, Engelse naam: Mottled Tree Frog, VU
- Philautus schmackeri1, Engelse naam: Schmaker's Tree Frog, EN
- Philautus surdus1, Engelse naam: Common Forest Tree Frog, LC
- Philautus surrufus1, Engelse naam: Malindang Tree Frog, EN
- Philautus worcesteri1, Engelse naam: Smooth-Skinned Tree Frog, VU
- Polypedates hecticus1, Engelse naam: Samar Tree Frog, DD
- Polypedates leucomystax, Engelse naam: Striped Tree Frog, LC
- Polypedates macrotis, Engelse naam: Dark-Eared Tree Frog, LC
- Rhacophorus appendiculatus, Engelse naam: Frilled Tree Frog, LC
- Rhacophorus bimaculatus1, Engelse naam: Blue-Spotted Tree Frog, VU
- Bemoste boomkikker (Rhacophorus everetti), Engelse naam: Mossy Tree Frog, NT
- Rhacophorus pardalis, Engelse naam: Harlequin Tree Frog, LC

### Wormsalamanders (Gymnophiona)

#### Ichthyophidae
- Caudacaecilia weberi1, Engelse naam: Malatgan River Caecilian, DD
- Ichthyophis glandulosus1, Engelse naam: Basilan Island Caecilian, DD
- Ichthyophis mindanaoensis1, Engelse naam: Mindanao Island Caecilian, DD

1: Filipijns endemische soort.